# Światosław Szramczenko
Światosław Szramczenko, ukr. Святослав Шрамченко (ur. 21 kwietnia?/3 maja 1893 w Baku, zm. 24 czerwca 1958 w Filadelfii) – ukraiński wojskowy, minister spraw morskich Ukraińskiej Republiki Ludowej, emigracyjny działacz narodowy, publicysta i pisarz, filatelista.

## Życiorys
Ukończył gimnazjum w Kijowie, studia prawnicze na uniwersytecie w Sankt Petersburgu, a następnie szkołę gardemarinów i w 1917 r. aleksandrowską akademię wojskowo-prawniczą w tym mieście. Służył w stopniu miczmana we Flocie Bałtyckiej. W styczniu 1918 r. powrócił do Kijowa, gdzie szedł w skład generalnego sekretariatu spraw morskich władz ukraińskich. Objął w stopniu porucznika funkcję starszego adiutanta. Brał udział w pracach przygotowawczych szeregu aktów prawnych dotyczących ukraińskiej floty wojennej. Przewodniczył komisji heraldycznej przy ministerstwie morskim. Pracował nad symboliką morską. W kwietniu tego roku został wysłany przez ministerstwo spraw morskich do Sewastopola, gdzie prowadził negocjacje z dowódcami Floty Czarnomorskiej w celu podporządkowania jej władzom ukraińskim. Po powrocie do Kijowa awansował do stopnia kapitana-lejtnanta. Stanął na czele oddziału organizacyjnego ministerstwa spraw morskich. Od początku kwietnia 1919 r. odpowiadał krótko za gospodarkę narodową w rządzie Semena Petlury. Pod koniec kwietnia tego roku został zastępcą ministra, zaś w czerwcu pełniącym obowiązki ministra spraw morskich. Od początku lipca ponownie pełnił funkcję zastępcy ministra. Aktywnie współuczestniczył w formowaniu Dywizji Piechoty Morskiej. W Kamieńcu Podolskim współtworzył szkołę gardemarinów, zostając zastępcą dyrektora. Od połowy maja 1920 r. organizował generalny sztab morski.
Po internowaniu Armii URL w listopadzie 1920 r. w Polsce, przebywał w  obozie internowanych. Dzięki znajomości kilku języków w 1921 r. został sekretarzem we francuskiej misji wojskowej w Polsce. W 1922 r. zamieszkał w Częstochowie, gdzie od 1924 r. stał na czele tamtejszej diaspory ukraińskiej. Został członkiem Rady Głównej Ukraińskiego Komitetu Centralnego. Pisał liczne artykuły w prasie emigracyjnej (m.in. За державність, Табор, Літописі Червоної Калини). Był autorem publikacji wojennych, np. Подъём украинского флага на Черноморской флоте, Очерк событий в Украинском Черноморском флоте в 1918–1920 годах, Украинские военно-морские школы 1918–1920 годов, Закон об украинском флоте и его исполнители. Współorganizował obchody święta Dzień morza ukraińskiego. W latach 30. był korespondentem wydawanego w Wiedniu czasopisma Украинский филателист. Od 1941 r. do 1944 r. przewodniczył oddziałowi Ukraińskiego Komitetu Pomocy w okupowanym Chełmie. Po zakończeniu wojny stanął na czele Ukraińskiego Komitetu Pomocy w Erfurcie. W 1950 r. wyjechał do USA. Był członkiem Ukraińskiego Związku Ludowego. Prowadził rubrykę nowości wojskowo-morskich w piśmie Свобода. Był autorem artykułów wspomnieniowych. Działał w organizacjach filatelistycznych. Miał dużą kolekcję znaczków pocztowych, w tym ukraińskich. Doprowadził do wydania znaczków pocztowych z wizerunkami budowli ukraińskich. Zasłużył się w propagowaniu ukraińskiej filatelistyki.